# Josiene Rossini
Josiene Rossini (1980) es una bióloga, taxónoma, botánica, curadora, y profesora brasileña.

## Biografía
En 2004, obtuvo la licenciatura en ciencias biológicas por la Escuela Superior San Francisco de Asís, EFSA; un máster en botánica supervisada por la Dra. Flávia Cristina Pinto Garcia (1965), defendiendo la tesis "Levantamento florístico das Gesneriaceae do município de Santa Teresa", por la Universidad Federal de Viçosa (2010). En la actualidad desarrolla un doctorando por la Universidad Federal de Río de Janeiro.
Es investigadora asociada del Instituto Nacional de Mata Atlántica / Museo de Biología Prof. Mello Leitão (enlace roto disponible en Internet Archive; véase el historial, la primera versión y la última).. Tiene experiencia en el área de botánica, actuando sobre taxonomía, conservación, ilustración científica, Gesneriaceae, floresta atlántica.
Es autora en la identificación y nombramiento de nuevas especies para la ciencia, a abril de 2015, de cinco nuevos registros de especies, especialmente de la familia Gesneriaceae, y en especial de los géneros Nematanthus, Codonanthe (véase más abajo el vínculo a IPNI).

## Algunas publicaciones
- ROSSINI, JOSIENE; FREITAS, JOELCIO. 2014. Oreocharis yunnanensis, a new name for the illegitimate Oreocharis glandulosa (Gesneriaceae) from China. Phytotaxa: a rapid international journal for accelerating the publication of botanical taxonomy 163: 180

- CHAUTEMS, A.; LOPES, T. C. C.; PEIXOTO, M.; ROSSINI, Josiene. 2010. Taxonomic revision of Sinningia (Nees) IV: six new species from Brazil and a long overlooked taxon. Candollea (Genève) 65: 241-266

- ROSSINI, Josiene. 2009. Floristic Survey of Gesneriaceae in the Montane Central Region of ES, Brazil. Gesneriads: 40-44

- ROSSINI, Josiene; CHAUTEMS, A. 2007. Codonanthe gibbosa Rossini & Chautems (Gesneriaceae), a new species from the State of Espírito Santo, Brazil. Candollea (Genève) 62: 215-220

- CHAUTEMS, A.; LOPES, T. C. C.; PEIXOTO, M.; ROSSINI, Josiene. 2005. Five new species of the Nematanthus Schrad. (Gesneriaceae) from eastern Brazil and revised key to the genus. Selbyana 25 (2): 210-244 resumen e introducción

## En Resúmenes en Congresos
- PEREIRA, O. J.; RIBEIRO, M.; MENEZES, L. F. T.; ROSSINI, Josiene; OLIVEIRA, A.G. 2011. Florística das restingas entre o rio Doce e o rio Itaúnas, ES, Brasil. In: 62 Congresso Nacional de Botânica, Fortaleza, CE

En Resumos XXXº Encontro Regional de Botânicos, Vitória- ES, e II Jornada Capixaba de Botânica, 2010.
- ROSSINI, Josiene; CHAUTEMS, A. 2010. Flora do Espírito Santo: Gesneriaceae (Resultados preliminares).
- RIBEIRO, M.; OLIVEIRA, A. G.; ROSSINI, Josiene; MENEZES, L. F. T.; PEREIRA, O. J. Florística de uma restinga no bairro Liberdade, São Mateus, ES

- CORREIA, G. G. S.; COLOMBO, L. R.; MAGNAGO, L. F.; ROSSINI, Josiene. 2008. Checklist de Bignoniaceae Juss. no herbário MBML para o município de Santa Teresa, ES. In: 59.º Congresso nacional de Botânica, Natal, RN
- ROSSINI, Josiene; CHAUTEMS, A. 2007. Levantamento das Gesneriaceae da Região Central Serrana do estado do ES (Resultados Preliminares). In: XXVIIº Encontro Regional de Botânicos - MG/BA/ES, São Mateus

En 57.º Congresso Nacional de Botânica, Gramado, RS. 2006.
- ROSSINI, Josiene; KOLLMANN, Ludovic C.; CHAUTEMS, A. Gesneriaceae do Parque Estadual do Forno Grande, município de Castelo, E.S.
- ROSSINI, Josiene; FERNANDES, Helio de Queiroz Boudet; CHAUTEMS, A. Gesneriaceae do município de Santa Teresa, Espírito Santo, representadas no herbário MBML (Museu de Biologia Mello Leitão)

- ROSSINI, Josiene. 2005. Gesneriaceae do Parque Natural Municipal de São Lourenço, Santa Teresa, ES (Resultados Preliminares). In: II Bienal do conhecimento e III Seminário de Iniciação Científica, Santa Teresa, 2005.

- ROSSINI, Josiene; FERNANDES, Helio de Queiroz Boudet. 2003. Gesneriaceae da Reserva Biológica Augusto Ruschi, Santa Teresa, ES (Resultados Preliminares). In: XXV ERBOT, Vitória, 2003.

## Membresías
- Sociedad Botánica de Brasil[6]

## Revisora de periódicos
- 2014 - actual: Natureza On Line (Espírito Santo)

## Premios y títulos
- 2015: profesora homenajeada - turno 2011/1 Licen. em Ciências Biológicas, Instituto Federal do ES - Campus Santa Teresa.
- 2013: profesora homenajeada - turno 2010/1 Licen. em Ciências Biológicas, Instituto Federal do ES - Campus Santa Teresa.
- 2006: "Floristic Inventory of Gesneriaceae in the mountains of central Espírito Santo, Brazil", Nellie Sleeth Scholarship Fund - The Gesneriad Society.[7]

- Portal:Biografías. Contenido relacionado con Botánica.
- Portal:Biología. Contenido relacionado con Taxonomía.